# Filiași
Filiași (pronunciació en romanès: [filiˈaʃʲ]) és una ciutat del comtat de Dolj, Oltènia, Romania, al riu Jiu. La ciutat administra sis pobles: Almăjel, Bâlta, Braniște, Fratoștița, Răcarii de Sus i Uscăci.
Segons un cens del 2011, tenia 16.900 habitants.

## Fills il·lustres
- Irinel Popescu